# Humbert I de Savoia
Humbert I de Mauriena i Belley (després també de Chablais), anomenat Humbert de les Mans Blanques, (Regne de Borgonya devers 980 - Hermillon, comtat de Savoia 1048) fou el primer comte de Mauriena, el que va ser l'embrió de la futura Savoia (1032-1048) i l'iniciador de la més tard anomenada Dinastia Savoia al que esdevindrà el comtat del mateix nom.

## Biografia
Va néixer vers l'any 980 a un poble de l'actual Mauriena, en aquells moments part del Regne de Borgonya i que avui en dia forma part de la Savoia. Era descendent de la noblesa saxona, italiana, borgonyesa o provençal. Fou anomenat «el de les Mans Blanques» per la seva gran generositat al llarg de la seva vida.
Morí a la població de Hermillon, actualment situada al departament francès de la Savoia, l'1 de juliol de 1048.

## Ascens al tron comtal
Durant les guerres entre Rodolf III de Borgonya i Enric II del Sacre Imperi Romanogermànic, Humbert va donar suport a aquest últim mitjançant la cessió de provisions i soldats pels seus vincles familiars. A conseqüència d'aquesta ajuda, l'emperador Enric II el nomenà comte d'Aosta, una regió muntanyenca del Regne de Borgonya i li concedí el nord del Viennois. Mitjançant la seva situació en aquestes terres Humbert va protegir el flanc de l'exèrcit d'Enric durant la seva invasió de la península Itàlica el 1004.
Les terres d'Humbert eren essencialment autònomes a la mort d'Enric II gràcies a la seva inaccessibilitat i la seva reduïda importància. Així l'any 1032, a la disgregació del Regne de Borgonya per la mort de Rodolf III sense descendents, i la divisió del Comtat de Viena en el Comtat d'Albon i la Maurienne per part de Conrad II del Sacre Imperi Romanogermànic.

## Núpcies i descendents
Es casà amb Ancilla de Lenzbourg, filla del mestre de cerimònies del Regne de Borgonya, amb la qual tingué quatre fills coneguts:
- Amadeu I de Savoia (?-1051), comte de Savoia
- Bucard de Savoia (?-1068), Arquebisbe de Lió
- Aimone de Savoia (?-1055), Bisbe de Sió
- Odó I de Savoia (v 1020-1060), comte de Savoia